# Andriivka, Dîkanka
Andriivka (în ucraineană Андріївка) este localitatea de reședință a comunei Andriivka din raionul Dîkanka, regiunea Poltava, Ucraina.

## Demografie
Componența lingvistică a localității Andriivka
     Ucraineană (96,93%)
     Rusă (1,65%)
     Alte limbi (1,19%)
Conform recensământului din 2001, majoritatea populației localității Andriivka era vorbitoare de ucraineană (96,93%), existând în minoritate și vorbitori de rusă (1,65%).